# East Side (Pensilvania)
East Side es un borough ubicado en el condado de Carbon, en el estado estadounidense de Pensilvania. En el año 2000 tenía una población de 290 habitantes y una densidad de 94 personas por km².

## Geografía
East Side se encuentra ubicado en las coordenadas 41°3′39″N 75°45′50″O / 41.06083, -75.76389.

## Demografía
Según la Oficina del Censo, en 2000 los ingresos medios por hogar en la localidad eran de 25,833 $ y los ingresos medios por familia eran 35,833 $. Los hombres tenían unos ingresos medios de 30,481 $ frente a los 17,000 $ para las mujeres. La renta per cápita para la localidad era de 15,132 $. Alrededor del 15.9% de la población estaba por debajo del umbral de pobreza.